# 万雅讷河
万雅讷河（法語：Vingeanne，法語發音：[vɛ̃ʒan]）是法国科多尔省、上马恩省与上索恩省的河流，是索恩河的右支流，长93千米。